# Вирџинија Сити (Монтана)
Вирџинија Сити (енгл. Virginia City) град је у америчкој савезној држави Монтана.

## Демографија
По попису из 2010. године број становника је 190, што је 60 (46,2%) становника више него 2000. године.
| Група             | 2000.       | 2010.       |
| Белци             | 123 (94,6%) | 174 (91,6%) |
| Афроамериканци    | 0 (0,0%)    | 0 (0,0%)    |
| Азијати           | 0 (0,0%)    | 1 (0,5%)    |
| Хиспаноамериканци | 1 (0,8%)    | 3 (1,6%)    |
| Укупно            | 130         | 190         |